# Jack Cork
Jack Frank Porteous Cork (sinh ngày 25 tháng 6 năm 1989) là một cầu thủ bóng đá chuyên nghiệp người Anh thi đấu ở vị trí tiền vệ phòng ngự cho câu lạc bộ Burnley tại Giải bóng đá Ngoại hạng Anh.

## Danh hiệu
Burnley
- EFL Championship: 2022–23[4]

Cá nhân
- Cầu thủ xuất sắc nhất năm của Scunthorpe United: 2007–08[5]